# Jaskinia Sąspowska
Jaskinia Sąspowska – jaskinia położona na terenie Ojcowskiego Parku Narodowego.
Jaskinia o poziomym rozwinięciu, można ją zwiedzać tylko po uzyskaniu zgody Dyrekcji OPN. Przejście utrudnia śliski 2,5 m próg, korytarze miejscami są bardzo ciasne. Otwór jaskini położony jest ok. 20 m nad dnem Doliny Sąspowskiej, powyżej ujścia do niej Wąwozu Jamki na zachodnim zboczu. Partie za przewężeniem jaskini odkrył W. Barski i Z. Korona w 1967 roku. Została zinwentaryzowana przez A. Górnego w 1971 roku, w latach 1994–1995 odkryto dodatkowo 9-metrowy korytarzyk jaskini.
9 kwietnia 2008 roku 30-letni krakowski niedoświadczony grotołaz zignorował zakaz wejścia do jaskini i zginął, utknąwszy głową w dół, w wąskiej szczelinie na 14. metrze. W akcji brali udział ratownicy z grupy jurajskiej GOPR, którzy, chcąc wydobyć ciało, musieli rozkuwać ręcznie fragment wewnętrznej skały.